# Kerkhof van Baarle
Het Kerkhof van Baarle is een gemeentelijke begraafplaats in het Belgische dorp Baarle, een gehucht van Drongen. Het kerkhof ligt rond de Sint-Martinuskerk.

## Brits oorlogsgraf
Op het kerkhof ligt het graf van een Britse militair uit de Eerste Wereldoorlog. Sergeant Cecil Maurice Alen-Mahon was piloot bij de Royal Air Force en sneuvelde met zijn Sopwith Camel op 23 oktober 1918. Zijn graf wordt onderhouden door de Commonwealth War Graves Commission en staat er geregistreerd onder Baarle Churchyard.